# 595 v.Chr.
Het jaar 595 v.Chr. is een jaartal volgens de christelijke jaartelling.

## Gebeurtenissen

### China
- In de Zhou-dynastie wordt de Jin (staat) verslagen door de Chu (staat) in de veldslag bij Bi.

### Egypte
- Koning Psammetichus II (595 - 589 v.Chr.) de vierde farao van de 26e dynastie van Egypte.

### Griekenland
- Philombrotus wordt benoemd tot archont van Athene.

## Overleden
- Necho II, farao van Egypte